# Scutellograndis
Scutellograndis is een geslacht van wantsen uit de familie van de Miridae (Blindwantsen). Het geslacht werd voor het eerst wetenschappelijk beschreven door Hernández & Stonedahl in 1999.

## Soorten
Het genus bevat de volgende soort:

- Scutellograndis nahuelbuta Hernández & Stonedahl, 1999